# Karl Eduard Nobiling

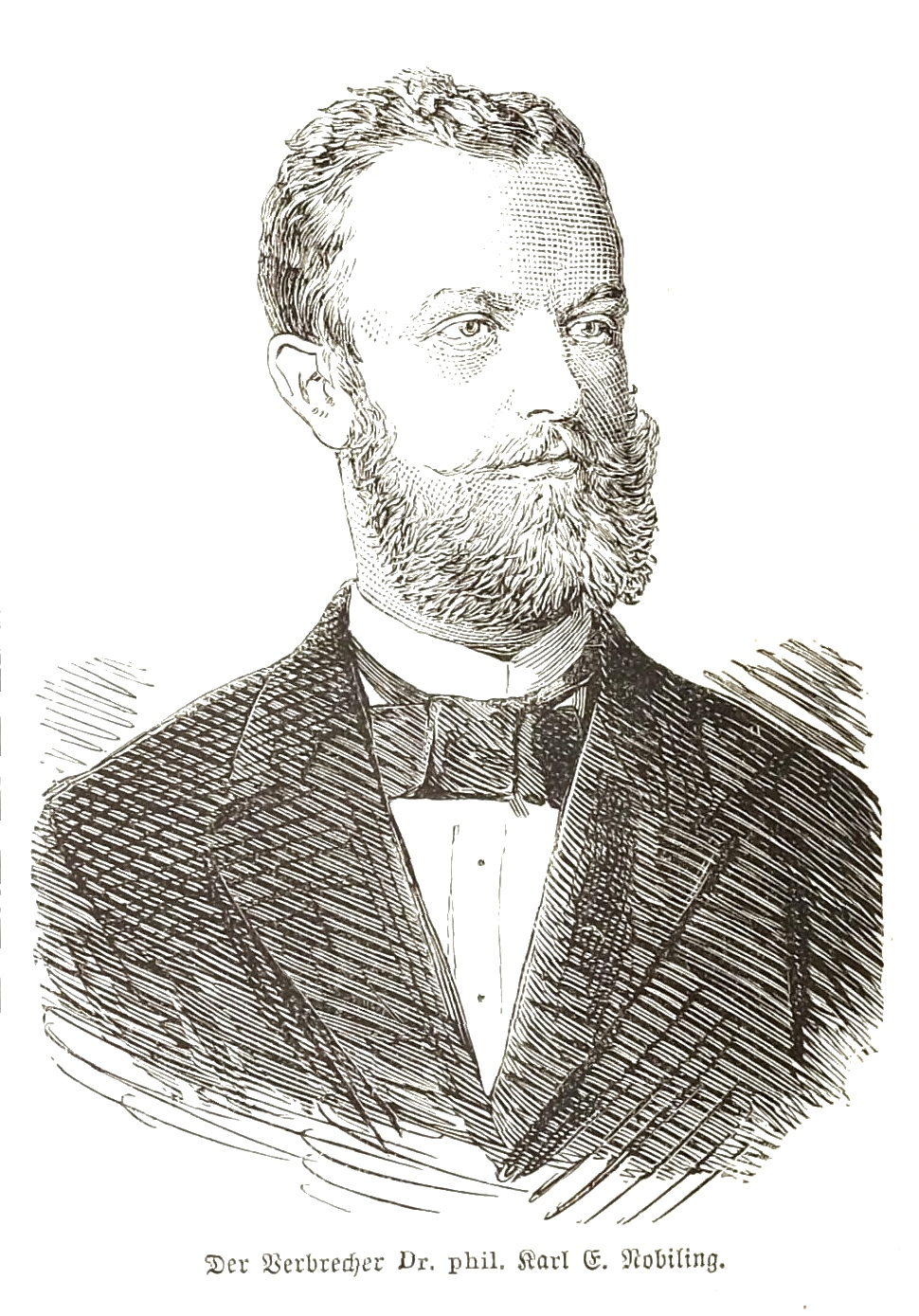
Karl Eduard Nobiling (1878)

Karl Eduard Nobiling (* 10. April 1848 in Domäne Kolno (Kulm) bei Birnbaum, Provinz Posen; † 10. September 1878 in Berlin) verübte am 2. Juni 1878 ein Attentat auf Kaiser Wilhelm I. Auf diesen war es bereits der dritte Anschlag, nach jenen von Max Hödel drei Wochen zuvor und Oskar Becker im Jahr 1861. Nobiling gelang das einzige Attentat, bei dem Wilhelm I. ernstlich verletzt wurde. Ein vierter und letzter Anschlag, im Jahr 1883 von einer Anarchistengruppe um August Reinsdorf verübt, sollte ebenfalls scheitern.

## Herkunft und Ausbildung
Karl Eduard Nobiling wurde als Sohn des wohlhabenden Special-Pächters der königlichen Domäne Kolno und Dirigenten der staatlichen Ackerbauschule Kolno, H. E. Nobiling, geboren. Zunächst von Hauslehrern unterrichtet, besuchte er 1863–1867 die fünf oberen Klassen des Pädagogiums in Züllichau. Nach dem Zeugniß der Reife, das er hier am Schluss des Sommer-Halbjahrs 1867 erwarb, widmete er sich zunächst drei Jahre der praktischen Landwirtschaft. Anschließend studierte er drei Semester Staatswissenschaften und Landwirtschaft in Halle an der Saale (1870–1872), kehrte dann aber wieder für zwei Jahre in die Praxis zurück. Während dieser Zeit unternahm er einige – teils mehrmonatige – Reisen, „um eine größere Anzahl Wirthschaften, industrielle Etablissements verschiedener Art etc. kennen zu lernen“. Von Ostern 1874 bis Ostern 1875 studierte er wiederum die bereits genannten Fächer in Halle und wechselte danach an die Universität Leipzig, wo er mit einer dem Nationalökonomen Wilhelm Roscher gewidmeten Dissertation mit dem Titel Beiträge zur Geschichte der Landwirthschaft des Saalkreises der Provinz Sachsen zum Dr. phil. promoviert wurde.

## Attentat auf den Kaiser

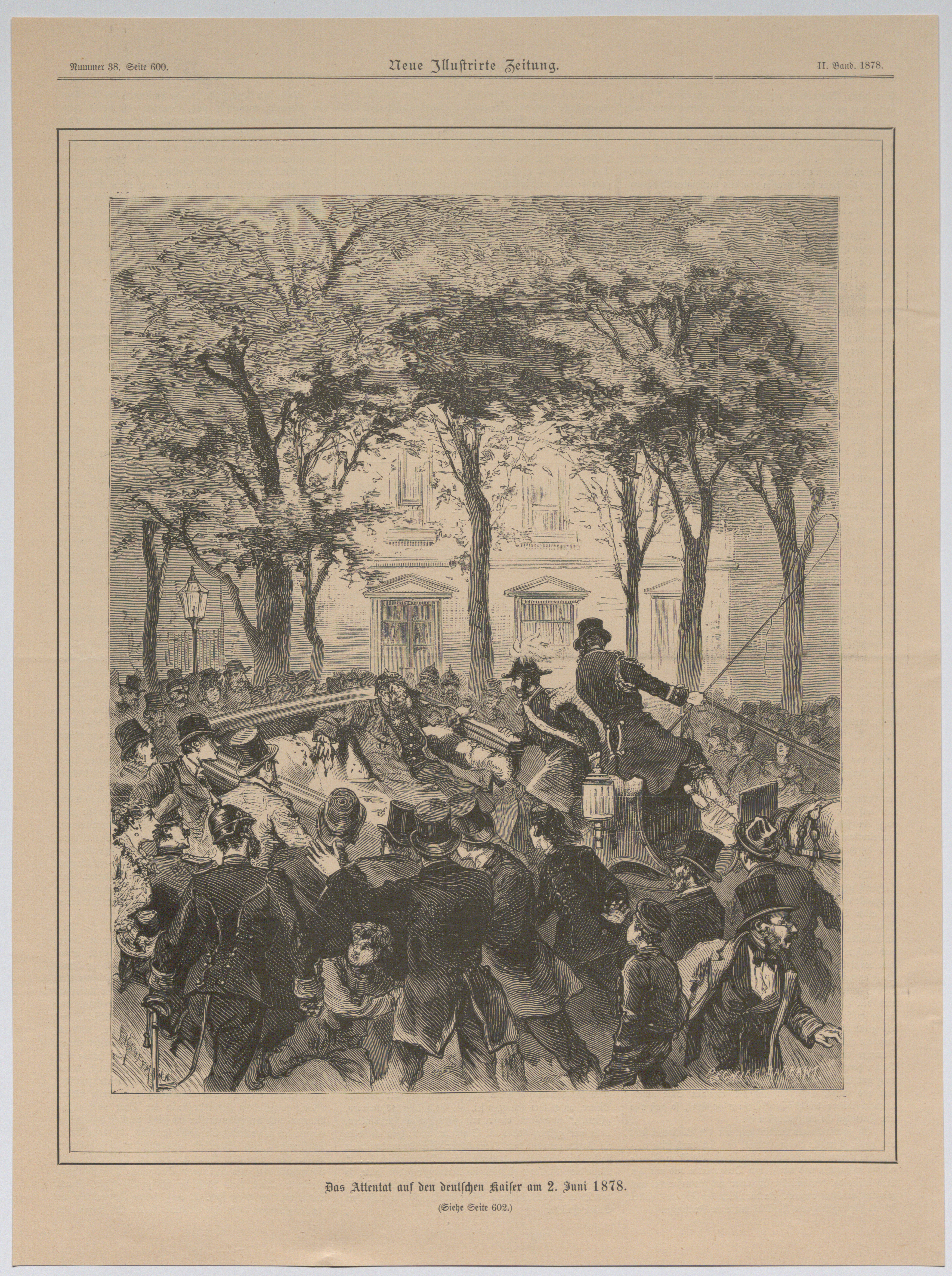
Das Attentat auf den deutschen Kaiser am 2. Juni 1878 (Illustration in der Neuen Illustrierten Zeitung)

Nobiling, der während des Studiums und seiner anschließenden Tätigkeit im Statistischen Büro in Dresden Kontakt zu sozialistischen Agitatoren gesucht hatte, versuchte am 2. Juni 1878, drei Wochen nach dem Mordversuch durch Max Hödel, Wilhelm I. zu erschießen. Aus dem Haus Unter den Linden 18 gab er auf den im offenen Wagen vorbeifahrenden Kaiser zwei Schüsse aus einer mit grobem Schrot geladenen doppelläufigen Flinte ab und verletzte Wilhelm dabei mit über 30 Schrotkörnern schwer, aber nicht tödlich.
Als sich Nobiling entdeckt sah, schoss er sich bei einem Suizidversuch mit der Flinte in die Schläfe und wurde anschließend von Passanten überwältigt. Aufgrund seiner schweren Verletzungen waren Nobilings Aussagen im Polizeirevier am Molkenmarkt nur bruchstückhaft und ließen keinen Rückschluss auf eine anarchistisch oder sozialistisch motivierte Tat zu, auch wenn Nobiling vor der Tat losen Kontakt zu sozialistischen Agitatoren gehabt hatte. Der Schweizer Anarchist Paul Brousse etwa bezeichnete dementsprechend Nobilings Anschlag in der Zeitschrift L’Avant-Garde als „republikanisch“, nicht aber als anarchistisch motiviert.
Nobilings Gesundheitszustand verbesserte sich in den folgenden Wochen, er wurde mehrfach vom Untersuchungsrichter Johl vernommen und nahm auch den Besuch seiner Mutter und einer seiner Schwestern entgegen. Die Befragungen lieferten keine Hinweise auf Hintermänner, sie machten vielmehr deutlich, dass Nobilings Tat durch seine prekäre finanzielle Lage, Zukunftsängste, Geltungssucht und verworrene sozialistische Ansichten motiviert war. In der Nacht vom 2. auf den 3. September unternahm er einen weiteren Suizidversuch, bevor er eine Woche später an einer Hirnhautentzündung starb, die von der seit dem ersten Suizidversuch im Gehirn steckenden Kugel herrührte.
Obwohl ein Zusammenhang zwischen den Attentaten und der Sozialdemokratie nicht nachgewiesen werden konnte, wurden Nobilings und Hödels Handlungen von Reichskanzler Otto von Bismarck zur Durchsetzung des Sozialistengesetzes instrumentalisiert. Auch politisch exponierte Gegner der preußischen Regierung im katholischen Milieu in Deutschland wie Paul Majunke wurden hinsichtlich möglicher Verbindungen zu Nobiling vernommen.
Die übrigen Familienmitglieder nahmen wegen des Attentats den Nachnamen „Edeling“ an.

## Literarische Reaktion
Theodor Fontane (1819–1898) reimte auf das misslungene Attentat:

„Das war nicht nobel, Nobiling!

Du nahmst die Sache zu gering.

Man schießt mit ein paar Körnern Schrot

Nicht einen deutschen Kaiser tot!

Du warst kein Held, du warst ein Schelm,

Der Held, der war des Kaisers Helm,

Der stellte sich vor den Doppellauf

Und fing die dreißig Körner auf,

Ihn feiert mein Sang, ihn feiert mein Lied, –

Es lebe der Schroten-Winkelried.“

## Schriften
- Beiträge zur Geschichte der Landwirthschaft des Saalkreises der Provinz Sachsen.  Diss. Leipzig. Unger, Berlin 1876.